# Пехтач (Кирилловский район)
Пехтач — деревня в Кирилловском районе Вологодской области.
Входит в состав Коварзинского сельского поселения, с точки зрения административно-территориального деления — в Коварзинский сельсовет.
Расстояние по автодороге до районного центра Кириллова — 64 км, до центра муниципального образования Коварзино — 28 км. Ближайшие населённые пункты — Гридинская, Чистый Дор, Пономарево.
По переписи 2002 года население — 1 человек.